# Lene Tranberg
Lene Tranberg (Copenhaga, 29 de novembro de 1956), sócia de honra do American Institute of Architects,  é uma arquitecta dinamarquesa, arquitecta chefe e sócia fundadora de Lundgaard & Tranberg.

## História
Lene Tranberg nasceu em Copenhaga em 1956. Em 1977,  foi admitida na Escola de Arquitectura da Real Academia de Belas Artes de Dinamarca, onde  estudou com Erik Christian Sørensen. Em 1983, um ano antes de graduar-se, co-fundou Lundgaard & Tranberg com Boje Lundgaard. A empresa ganhou proeminência depois da mudança de milénio com uma série de edifícios de alto perfil em Copenhaga, entre os que destacam as residências estudantis Tietgenkollegiet e o Royal Danish Playhouse. Em geral, considera-se que ambos se encontram entre os edifícios dinamarqueses com mais sucesso da década.
Paralelamente na sua carreira como arquitecta praticante, Tranberg começou a ensinar na Academia em 1986. Também ocupou numerosos cargos no mundo da arquitectura dinamarquesa, incluído o de CEO do Danish Architecture Centre de 1998 a 2002.

## Prémios e distinções

### Distinções individuais
- 1994 Medalha Eckersberg (com Boje Lundgaard)
- 2002 Prémio Honorífico Dreyer (com Boje Lundgaard)
- 2005 Prémio de Arquitectura Nykredit
- 2005 Medalha C. F. Hansen
- 2010 Mulher Empresária dinamarquesa do Ano[5]
- 2008 Fundo do Jubileu do Banco Nacional de Dinamarca
- 2010 Cavaleiro da Ordem de Dannebrog[6]
- 2010 Sócio de Honra, Instituto americano de Arquitectos[7]
- 2014 A Medalha de Arquitectura Príncipe Eugen[8]

### Distinções para projectos
- 2006 BEIRA Prémio europeu por Kilen[9]
- 2007 BEIRA Prémio europeu por elTietgenkollegiet[10]
- 2008 BEIRA Prémio europeu por Royal Danish Playhouse[9]
- 2008 iF prémio de desenho do produto por Real Playhouse cadeira de teatro
- Prémio de Desenho de Ponto Vermelho para Cadeira de teatro do Royal Playhouse